# All Baxx
 (mai 2024).
La mise en forme du texte ne suit pas les recommandations de Wikipédia : il faut le « wikifier ».
Les points d'amélioration suivants sont les cas les plus fréquents. Le détail des points à revoir est peut-être précisé sur la page de discussion.
- Les titres sont pré-formatés par le logiciel. Ils ne sont ni en capitales, ni en gras.
- Le texte ne doit pas être écrit en capitales (les noms de famille non plus), ni en gras, ni en italique, ni en « petit »…
- Le gras n'est utilisé que pour surligner le titre de l'article dans l'introduction, une seule fois.
- L'italique est rarement utilisé : mots en langue étrangère, titres d'œuvres, noms de bateaux, etc.
- Les citations ne sont pas en italique mais en corps de texte normal. Elles sont entourées par des guillemets français : « et ».
- Les listes à puces sont à éviter, des paragraphes rédigés étant largement préférés. Les tableaux sont à réserver à la présentation de données structurées (résultats, etc.).
- Les appels de note de bas de page (petits chiffres en exposant, introduits par l'outil «  Source ») sont à placer entre la fin de phrase et le point final[comme ça].
- Les liens internes (vers d'autres articles de Wikipédia) sont à choisir avec parcimonie. Créez des liens vers des articles approfondissant le sujet. Les termes génériques sans rapport avec le sujet sont à éviter, ainsi que les répétitions de liens vers un même terme.
- Les liens externes sont à placer uniquement dans une section « Liens externes », à la fin de l'article. Ces liens sont à choisir avec parcimonie suivant les règles définies. Si un lien sert de source à l'article, son insertion dans le texte est à faire par les notes de bas de page.
- La présentation des références doit suivre les conventions bibliographiques. Il est recommandé d'utiliser les modèles {{Ouvrage}}, {{Chapitre}}, {{Article}}, {{Lien web}} et/ou {{Bibliographie}}. Le mode d'édition visuel peut mettre en forme automatiquement les références.
- Insérer une infobox (cadre d'informations à droite) n'est pas obligatoire pour parachever la mise en page.

Pour une aide détaillée, merci de consulter Aide:Wikification.
Si vous pensez que ces points ont été résolus, vous pouvez retirer ce bandeau et améliorer la mise en forme d'un autre article.
 (mars 2023).
All Baxx est un groupe masculin de musique faisant du RnB, du rap, du zouk, du hip hop d'inspiration traditionnelle du Bénin connu dans les années 2000.

## Histoire
New boys devenu All Baxx en 2003 composé de quatre membres Bluv, Zicky, Cool daddy et Sweet Glory voit le jour en 1995,. All Baxx qui veut dire Toutes Sonorités et Vibrations en langue française est un groupe de quatre amis qui proviennent du quartier Akpakpa Dodomey et qui  partagent un amour commun de la musique. Bluv, Zicky, Cool Daddy et Sweet Glory ont choisi de s'appeler All-Baxx après la proposition de Serjo Makavély qui est tombé sous le charme, devenu depuis lors le manager et le producteur du groupe.  La sortie de leur premier single intitulé «Bamby Allah» en 2000. À la suite de leurs premières prestations au grand public commence de ‘’Stars en Herbe’’ à téléthoon en passant par LC2, ils sortent leur premier albums.

## Albums
Ensemble, ils sortent officiellement 4 albums dont chacune des chansons connaît un succès.
Liste des albums
- 2004 : V-Mahou (SM Prod)V-Mahou, la première pépite du groupe ALL BAXX qui signifie en langue fon-gbe crainte de Dieu

,
- 2007 : Force Divine (SM Prod)Force Divine, le 2e album produit par ALL BAXX qui contient huit (08) titres tout comme le premier album exécutés en quatre dialectes Gun-gbe, Mina, Français et quelques bribes en Anglais

,
- 2009 : Heure de Gloire (SM Prod)Huit (08) titres comme les précédents Heure de Gloire, le 3e album produit par ALL BAXX
- [5],[1]

## Quelques titres du groupe All-Baxx
All Baxx a son actif plus d'une trentaine de titres dont la plupart est connue des mélomanes béninois. Au nombre de ceux-ci:
- Pépé voyou
- First Night
- Ganho
- Mi dokpè
- Wa noudé
- Nonvi
- Maman
- Ba’mby allah
- Come to party
- Vè-Mahou
- Tais-toi
- N’lov wé
- Bambiala Part 2
- Secret de réussite
- Mi non atchédji
- Sôkêm
- Gbédé

## Distinctions
À son actif, le groupe détient plusieurs trophées nominations: Trophée du meilleur groupe béninois lors du Bénin top 10 en 2009; Nommé meilleur groupe de l'année lors de la 3ème édition du Black Music Awards en 2007,.

## Décès d'un des membres
Ne donnant plus aucun signe de vie après leur soirée passé ensemble à Porto-novo sous l'invitation de la SOBEBRA, Léoniv Bento alias Bluv  membre du groupe All Baxx est retrouvé mort dans sa chambre le dimanche 25 aout 2013,.
Articles connexes
- Sakpata Boys
- Ardiess
- H2O Assouka